# Мокрецівське сільське поселення
Мокреці́вське сільське поселення (рос. Кстининское сельское поселение) — адміністративна одиниця у складі Кірово-Чепецького району Кіровської області Росії. Адміністративний центр поселення — село Карінка.

## Історія
Станом на 2002 рік на території сучасного поселення існували такі адміністративні одиниці:
- Мокрецівський сільський округ (село Карінка, селище Ардашевський, присілки Бельтюки, Зяблеці, Краюхи, Кремлі, Марковці, Мерзляки, Мокреці, Солоділи, Сунці, Ходирі, Шухарди)

Поселення було утворене згідно із законом Кіровської області від 7 грудня 2004 року № 284-ЗО у рамках муніципальної реформи шляхом перетворення Мокрецівського сільського округу.

## Населення
Населення поселення становить 1572 особи (2017; 1600 у 2016, 1646 у 2015, 1655 у 2014, 1669 у 2013, 1664 у 2012, 1589 у 2010, 1897 у 2002).

## Склад
До складу поселення входять 13 населених пунктів:
| Населений пункт      | Населення, осіб (2002) | Населення, осіб (2010) |
| -------------------- | ---------------------- | ---------------------- |
| Ардашевський, селище | 169                    | 132                    |
| Бельтюки, присілок   | 1                      | 1                      |
| Зяблеці, присілок    | 31                     | 11                     |
| Карінка, село        | 1003                   | 905                    |
| Краюхи, присілок     | 0                      | 0                      |
| Кремлі, присілок     | 3                      | 2                      |
| Марковці, присілок   | 597                    | 462                    |
| Мерзляки, присілок   | 1                      | 1                      |
| Мокреці, присілок    | 33                     | 35                     |
| Солоділи, присілок   | 3                      | 2                      |
| Сунці, присілок      | 15                     | 4                      |
| Ходирі, присілок     | 0                      | 1                      |
| Шухарди, присілок    | 41                     | 33                     |